# Sylowgrupp
Låt G vara en ändlig grupp och p ett primtal som delar ordningen |G| av G. Om pn är den högsta p-potens, som delar |G| så kallas varje delgrupp av G av ordning pn för en p-sylowgrupp i G. G har minst en p-sylowgrupp. Alla p-sylowgrupper i G är konjugerade, och alltså speciellt isomorfa med varandra.
Grupptypen är uppkallad efter den norske matematikern Ludwig Sylow, som 1872 publicerade resultaten av sina undersökningar av ändliga grupper. Sylow visade där bland annat att om en p-sylowgrupp är unik i en grupp G, så är den en normal delgrupp.

## Exempel
Betrakta gruppen S4, vars ordning är 24. 2 är delare till 24 och en 2-sylowgrupp i S4, har alltså åtta element. Eftersom D4 kan framställas som en delgrupp i S4 med detta antal element, är den en 2-sylowgrupp i S4. D4 har dock inte en unik framställning som delgrupp av S4 och är således ej en normal delgrupp i denna.
Den symmetriska gruppen S3 har tre stycken 2-sylowgrupper men bara en 3-sylowgrupp, den alternerande gruppen. Den sistnämnda är alltså en normal delgrupp i S3.